# Enercon
Enercon GmbH je nemški proizvajalec vetrnih turbin s sedežem v Aurichu, Nemčija. Je četrti največji proizvajalec vetrnih turbin na svetu in glavni v Nemčiji od sredine 1990ih. Enercon ima proizvodne tovarne v Nemčiji (Aurich, Emden in Magdeburg), Švedski, Braziliji, Indiji, Kanadi, Turčiji in Portugalski. Do julija 2011 je Enercon inštaliral več kot 20 000 vetrnih turbin s kapaciteto 28 GW, konkurent Vestas je inštaliral več ko 55 GW.
Najpogostejši model je E-40, ki so jo uvedli leta 1993 in je bila prva turbina brez menjalnega mehanizma, uporablja t. i. direkten pogon (ang. direct-drive), kjer turbina direktno žene obročasti generator. Obročasti generator je bolj zanesljiv, ker se menjalni mehanizem rad pokvari. Danes podoben koncpet uporablja tudi Siemens na svojih vetrnih turbinah. Večina drugih proizvajalcev uporablja menjalni mehanizem.
Enerconove turbine so lahko prepoznavne zaradi svoje kapljičaste oblike (ki jo se zasnoval Lord Norman Foster), ki služi kot ohišje.

## Galerija
- E-112 na Cuxhaven
- E-70 na Green Park Business Park
- E-66 na Swaffham
- Enerconove vetrne turbine na naftni rafineriji
- E-32
- Enercon E-48 v Italiji
- 3x Enercon E-48 V Liguriiji
- Enercon E-112
- Enercon E-82
- Enercon E-82
- Enercon E-101
- Enercon E-126